# ريتشارد ستيفن ستريت
ريتشارد ستيفن ستريت (بالإنجليزية: Richard Steven Street)‏ هو مصور أمريكي، ولد في 1946 في سان رافاييل في الولايات المتحدة.